# Mix (Ao Vivo)
Mix (Ao Vivo) é o primeiro álbum ao vivo (sétimo da carreira solo) do cantor Vinny, e também o primeiro DVD.
O CD (duplo) foi lançado em 2002, e o DVD em 2003, com o selo Indie Records.
Este disco é recheado de convidados, como Sandra de Sá, Luciana Mello, Carlinhos Brown, entre outros.
Sobre o disco, Vinny fez a seguinte declaração:
| “ | “Esse disco é exatamente o que eu gostaria de ter feito há cinco anos. Se você ouvir é um disco de rock, só que depende de como você enxerga rock. Se você entende rock como hardcore, então não é um disco de rock. Mas se você entende rock pelo fato de se empunhar uma guitarra e ligar um drive, então é. Eu não tenho a pretensão de fazer um disco de rock, mas é uma coisa que sai naturalmente, que não tem como mudar. A gravadora percebeu isso também, e tratou de colocar coisas que transformem o que eu faço em música pop: DJ, metaleira, teclado. E o é rock and roll? Para mim é uma atitude, não um tipo de música só.” | ” |

Já sobre o disco 2, ele falou:
| “ | “Os DJs são muito carentes de coisas para tocar na noite em português, mesmo porque quem faz música brasileira para dançar somos só eu, Kelly Key, Maurício Manieri e Fernanda Abreu. Então esse CD é basicamente para os DJs” | ” |

## Faixas

### CD

#### Disco 1
| N.º | Título                                                 | Compositor(es) | Duração |  |
| 1.  | "Everybody"                                            |                | 4:55    |  |
| 2.  | "O que Ninguém Tem"                                    |                | 4:30    |  |
| 3.  | "Manoel"                                               |                | 3:17    |  |
| 4.  | "Requebra"                                             |                | 2:07    |  |
| 5.  | "Puro Êxtase (Part. Especial: Marcus Menna)"           |                | 5:03    |  |
| 6.  | "Quero Muito Mais"                                     |                | 5:00    |  |
| 7.  | "Seja como for"                                        |                | 4:15    |  |
| 8.  | "Pára de Bobeira"                                      |                | 3:52    |  |
| 9.  | "Eu Não Acredito em Você"                              |                | 4:17    |  |
| 10. | "Te Encontrar de Novo (Part. Especial: Luciana Mello)" |                | 5:36    |  |
| 11. | "Onde Você Vai"                                        |                | 4:29    |  |
| 12. | "Quero Ter Você"                                       |                | 4:13    |  |
| 13. | "Soul da Paz (Part. Especial: Carlinhos Brown)"        |                | 7:22    |  |
| 14. | "Na Gandaia (Part. Especial: Sandra de Sá)"            |                | 3:56    |  |
| 15. | "Shake Boom (Part. Especial: DJ Cuca)"                 |                | 3:50    |  |
| 16. | "Segura a Tenda"                                       |                | 2:28    |  |
| 17. | "Heloísa, Mexe a Cadeira"                              |                | 5:15    |  |

#### Disco 2
01 O que Ninguém Tem ( Cuca Pop Mix ) 

02 O que Ninguém Tem ( Cuca Club Remix ) 

03 O que Ninguém Tem ( Cuca Black Remix ) 

04 Everybody ( Cuca Pop Mix ) 

05 Everybody ( Cuca Body Remix ) 

06 Pára de Bobeira ( Cuca Pop Mix ) 

07 Pára de Bobeira ( Cuca Jump Remix ) 

08 Quero Ter Você ( Cuca Pop Mix Hall ) 

09 Quero Ter Você ( Cuca Dance Hall Remix ) 

10 Heloísa, Mexe a Cadeira ( Remix )

### DVD
01 Tema de Abertura

02 Everybody

03 Requebra 

04 Puro Extase 

05 Quero Muito Mais (Cover da música What's Up? da banda estadunidense 4 Non Blondes) 

06 Manoel 

07 Pára de Bobeira 

08 Seja como For 

09 Eu Não Acredito em Você 

10 Te Encontrar de Novo 

11 Onde Você Vai 

12 Quero Ter Você 

13 Soul da Paz 

14 Na Gandaia 

15 Shake Boom 

16 O que Ninguém Tem 

17 Segura a Tenda